# 阿普尼·拉梅什
阿普尼·拉梅什（英語：Appunni Ramesh，1951年—2018年），印度外交官，曾任印度駐祕魯大使兼駐玻利維亞大使、印度駐吉爾吉斯斯坦大使、印度駐利比亞大使、印度駐漢堡總領事等職務。

## 經歷
阿普尼·拉梅什生於1951年，是科泽科德人。
1991年海湾战争期间，拉梅什任职于印度驻伊拉克大使馆，他领导了当地印度侨民的撤离工作，保证了他们的安全。
1996年8月6日至2000年5月4日，任印度駐漢堡總領事。1999年，拉梅什被任命爲印度駐利比亞大使。2000年6月至2003年7月，擔任印度駐利比亞大使。2003年3月4日，被任命爲下一任印度駐吉爾吉斯斯坦大使。2003年7月至2006年1月，任印度駐吉爾吉斯斯坦大使。2007年2月至2011年4月，任印度駐祕魯大使，兼任印度駐玻利維亞大使。2011年退休。
2018年拉梅什在科泽科德逝世，享年67歲。